# Paradoja de las patatas

Una visualización en la que los recuadros azules representan kg de agua y los anaranjados, kg de materia sólida de la patata. Izquierda, antes de la deshidratación: 1 kg de materia, 99 kg de agua (99% de agua). Centro: 1 kg de materia, 49 kg de agua (98% de agua).

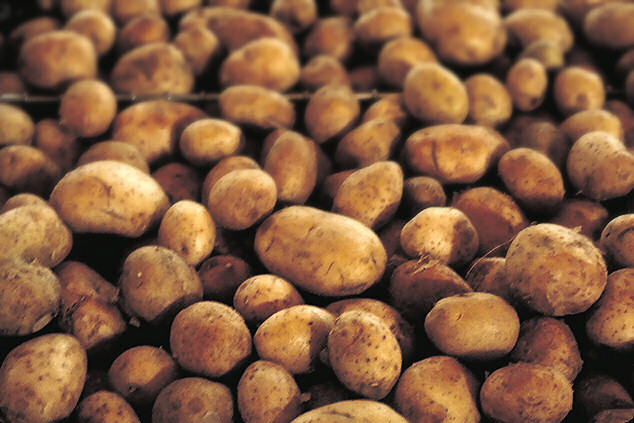
Las patatas o papas están compuestas por un 99 % de agua.

La paradoja de las patatas (también conocida como la paradoja de las papas) es un cálculo matemático que tiene un resultado contraintuitivo. La paradoja implica deshidratar patatas por una aparente minúscula cantidad, para luego encontrar un cambio de masa mucho mayor del esperado.

## Descripción
La paradoja se puede describir de la siguiente manera:
Tienes 100 kg de patatas, cuyo peso está compuesto por agua en un 99 %. Las deshidratas hasta que contengan un 98 % de agua. ¿Cuánto pesan ahora? ¿99 kg? No: sorprendentemente ahora pesan 50 kg.
En la clasificación de paradojas de Quine, la paradoja de las patatas es una «paradoja verídica».

## Suposiciones iniciales
Antes de proceder con la explicación, conviene aclarar que en función del planteamiento de la paradoja y su redacción, existen múltiples interpretaciones que pueden generar confusión y/o dar lugar a resultados diferentes al que nos ocupa. En física se utiliza la masa molar para precisamente evitar este tipo de ambigüedades a la hora de tratar concentraciones dentro de una sustancia. 
A modo de ejemplo, si se indica "Las deshidratas hasta un 98% de agua", podría interpretarse como un 98% menos con respecto a la concentración original de agua. Esto daría como resultado un peso de 98.02 kg en total, puesto que:
Peso de agua original: 99 kg
Peso materia no agua: 1 kg
Nuevo peso de agua: 0.98 * 99 = 97.02 kg 
Nuevo peso total: 97.02 + 1 = 98.02 kg en lugar de los 50 kg indicados.
La explicaciones que se indican a continuación se refieren a un 98% sobre el nuevo total de sustancia, que incluye la nueva cantidad de agua presente así como la misma cantidad de materia "no agua" original.

## Explicación
Una explicación posible comienza con la afirmación de que el peso de las patatas que no corresponde al agua es de 1 kg, lo cual representa el 1 % de 100 kilogramos. La pregunta siguiente es: ¿1 kilogramo es el 2 % de cuántos kilos? Para que el porcentaje sea el doble del original, el peso total debe ser la mitad de grande.

### Explicación sencilla
100 kg de patatas, 99 % agua (por peso), significa que hay 99 kg de agua, y 1 kg de sólidos. Es una proporción de 1:99.
Si se disminuye el agua hasta un 98 %, entonces los sólidos pasan a representar un 2 % del peso. La proporción deseada (2:98) es equivalente a 1:49. Como los sólidos siguen pesando 1 kg, se debe reducir el agua hasta que pese 49 kg.

### Explicación algebraica 1
Una explicación vía álgebra es como sigue:
El peso del agua en las patatas frescas es {\displaystyle 0.99\cdot 100}.
Si {\displaystyle x} es el peso del agua perdida cuando las patatas se deshidratan, entonces {\displaystyle 0.98(100-x)} es el peso del agua en las patatas deshidratadas. Luego:
{\displaystyle 0.99\cdot 100-0.98(100-x)=x}
Expandiendo los paréntesis y simplificando
{\displaystyle 99-(98-0.98x)=x}
{\displaystyle 99-98+0.98x=x}
{\displaystyle 1+0.98x=x}
Restando el {\displaystyle x} más pequeño de ambos lados
{\displaystyle 1+0.98x-0.98x=x-0.98x}
{\displaystyle 1=0.02x}
Y resolviendo:
{\displaystyle 1/0.02=0.02x/0.02}
Lo cual nos da una pérdida de agua de:
{\displaystyle 50=x}
Entonces, el peso de las patatas deshidratadas es:
{\displaystyle 100-x=100-50=50}

### Explicación algebraica 2
Si el peso del agua es del 98 % en las patatas deshidratadas, entonces el peso del sólido debe ser del 2 % para completar así el 100 % del peso total. Así pues, si {\displaystyle x} es el peso de las patatas, y sabemos que el peso del sólido sigue siendo 1 kg (no se ve afectado por la deshidratación), entonces tenemos que:
{\displaystyle 0.02x=1}
{\displaystyle x=50}
De esta forma se tiene que el peso total es de 50 kg, con un peso de 1 kg para el sólido y 49 kg para el agua.